# Okręgowe rozgrywki w piłce nożnej woj. białostockiego (1951)
17. Edycja okręgowych rozgrywek w piłce nożnej województwa białostockiego

Okręgowe rozgrywki w piłce nożnej województwa białostockiego prowadzone są przez Białostocki Okręgowy Związek Piłki Nożnej, rozgrywane są w dwóch ligach, najwyższym poziomem jest klasa wojewódzka (2 grupy), następnie klasa powiatowa (12 grup). 
Rozgrywki 1950/1951 

Rozpoczęły się jesienią 1950 roku, jednak władze okręgowe zdecydowały do powrotu systemu wiosna-jesień. Anulowano całkowicie rundę jesienną i przystąpiono do rywalizacji od wiosny 1951r.

Reforma rozgrywek 

Zakładała zwiększenie udziału zespołów z regionu w wyższych klasach rozgrywkowych, z tego powodu stworzono 2 klasy : wojewódzką (dawna klasa A) i powiatową (dawna klasa B i C). Zwycięzcy grup powiatowych mają toczyć baraże o wejście do klasy wojewódzkiej.
Mistrzostwo Okręgu zdobyły Budowlani Białystok. 

Puchar Polski - nie rozgrywano.
Drużyny z województwa białostockiego występujące w centralnych i makroregionalnych poziomach rozgrywkowych:
- I Liga - brak
- II Liga - Gwardia Białystok.

Występ Gwardii jest historycznie pierwszym występem drużyny z okręgu białostockiego w II lidze.
| Rozgrywki | Poziomy rozgrywkowe w sezonie 1951 | Poziomy rozgrywkowe w sezonie 1951 | Poziomy rozgrywkowe w sezonie 1951 | Poziomy rozgrywkowe w sezonie 1951 | Poziomy rozgrywkowe w sezonie 1951 | Poziomy rozgrywkowe w sezonie 1951 | Poziomy rozgrywkowe w sezonie 1951 | Poziomy rozgrywkowe w sezonie 1951 | Poziomy rozgrywkowe w sezonie 1951 | Poziomy rozgrywkowe w sezonie 1951 | Poziomy rozgrywkowe w sezonie 1951 | Poziomy rozgrywkowe w sezonie 1951 | Poziomy rozgrywkowe w sezonie 1951 | Poziomy rozgrywkowe w sezonie 1951 | Poziomy rozgrywkowe w sezonie 1951 | Poziomy rozgrywkowe w sezonie 1951 | Poziomy rozgrywkowe w sezonie 1951 | Poziomy rozgrywkowe w sezonie 1951 | Poziomy rozgrywkowe w sezonie 1951 | Poziomy rozgrywkowe w sezonie 1951 | Poziomy rozgrywkowe w sezonie 1951 | Poziomy rozgrywkowe w sezonie 1951 | Poziomy rozgrywkowe w sezonie 1951 | Poziomy rozgrywkowe w sezonie 1951 | Poziomy rozgrywkowe w sezonie 1951 | Poziomy rozgrywkowe w sezonie 1951 | Poziomy rozgrywkowe w sezonie 1951 | Poziomy rozgrywkowe w sezonie 1951 | Poziomy rozgrywkowe w sezonie 1951 | Poziomy rozgrywkowe w sezonie 1951 | Poziomy rozgrywkowe w sezonie 1951 | Poziomy rozgrywkowe w sezonie 1951 | Poziomy rozgrywkowe w sezonie 1951 | Poziomy rozgrywkowe w sezonie 1951 | Poziomy rozgrywkowe w sezonie 1951 | Poziomy rozgrywkowe w sezonie 1951 | Poziomy rozgrywkowe w sezonie 1951 | Poziomy rozgrywkowe w sezonie 1951 | Poziomy rozgrywkowe w sezonie 1951 | Poziomy rozgrywkowe w sezonie 1951 | Poziomy rozgrywkowe w sezonie 1951 | Poziomy rozgrywkowe w sezonie 1951 | Poziomy rozgrywkowe w sezonie 1951 | Poziomy rozgrywkowe w sezonie 1951 | Poziomy rozgrywkowe w sezonie 1951 | Poziomy rozgrywkowe w sezonie 1951 | Poziomy rozgrywkowe w sezonie 1951 | Poziomy rozgrywkowe w sezonie 1951 | Poziomy rozgrywkowe w sezonie 1951 | Poziomy rozgrywkowe w sezonie 1951 | Poziomy rozgrywkowe w sezonie 1951 | Poziomy rozgrywkowe w sezonie 1951 | Poziomy rozgrywkowe w sezonie 1951 | Poziomy rozgrywkowe w sezonie 1951 | Poziomy rozgrywkowe w sezonie 1951 | Poziomy rozgrywkowe w sezonie 1951 | Poziomy rozgrywkowe w sezonie 1951 | Poziomy rozgrywkowe w sezonie 1951 | Poziomy rozgrywkowe w sezonie 1951 | Poziomy rozgrywkowe w sezonie 1951 | Poziomy rozgrywkowe w sezonie 1951 |
| --------- | ---------------------------------- | ---------------------------------- | ---------------------------------- | ---------------------------------- | ---------------------------------- | ---------------------------------- | ---------------------------------- | ---------------------------------- | ---------------------------------- | ---------------------------------- | ---------------------------------- | ---------------------------------- | ---------------------------------- | ---------------------------------- | ---------------------------------- | ---------------------------------- | ---------------------------------- | ---------------------------------- | ---------------------------------- | ---------------------------------- | ---------------------------------- | ---------------------------------- | ---------------------------------- | ---------------------------------- | ---------------------------------- | ---------------------------------- | ---------------------------------- | ---------------------------------- | ---------------------------------- | ---------------------------------- | ---------------------------------- | ---------------------------------- | ---------------------------------- | ---------------------------------- | ---------------------------------- | ---------------------------------- | ---------------------------------- | ---------------------------------- | ---------------------------------- | ---------------------------------- | ---------------------------------- | ---------------------------------- | ---------------------------------- | ---------------------------------- | ---------------------------------- | ---------------------------------- | ---------------------------------- | ---------------------------------- | ---------------------------------- | ---------------------------------- | ---------------------------------- | ---------------------------------- | ---------------------------------- | ---------------------------------- | ---------------------------------- | ---------------------------------- | ---------------------------------- | ---------------------------------- | ---------------------------------- | ---------------------------------- | ---------------------------------- |
| Centralne | I poziom ligowy                    | I Liga                             | I Liga                             | I Liga                             | I Liga                             | I Liga                             | I Liga                             | I Liga                             | I Liga                             | I Liga                             | I Liga                             | I Liga                             | I Liga                             | I Liga                             | I Liga                             | I Liga                             | I Liga                             | I Liga                             | I Liga                             | I Liga                             | I Liga                             | I Liga                             | I Liga                             | I Liga                             | I Liga                             | I Liga                             | I Liga                             | I Liga                             | I Liga                             | I Liga                             | I Liga                             | I Liga                             | I Liga                             | I Liga                             | I Liga                             | I Liga                             | I Liga                             | I Liga                             | I Liga                             | I Liga                             | I Liga                             | I Liga                             | I Liga                             | I Liga                             | I Liga                             | I Liga                             | I Liga                             | I Liga                             | I Liga                             | I Liga                             | I Liga                             | I Liga                             | I Liga                             | I Liga                             | I Liga                             | I Liga                             | I Liga                             | I Liga                             | I Liga                             | I Liga                             | I Liga                             |
| Centralne | II poziom ligowy                   | II Liga - gr.I                     | II Liga - gr.I                     | II Liga - gr.I                     | II Liga - gr.I                     | II Liga - gr.I                     | II Liga - gr.I                     | II Liga - gr.I                     | II Liga - gr.I                     | II Liga - gr.I                     | II Liga - gr.I                     | II Liga - gr.I                     | II Liga - gr.I                     | II Liga - gr.I                     | II Liga - gr.I                     | II Liga - gr.I                     | II Liga - gr.II                    | II Liga - gr.II                    | II Liga - gr.II                    | II Liga - gr.II                    | II Liga - gr.II                    | II Liga - gr.II                    | II Liga - gr.II                    | II Liga - gr.II                    | II Liga - gr.II                    | II Liga - gr.II                    | II Liga - gr.II                    | II Liga - gr.II                    | II Liga - gr.II                    | II Liga - gr.II                    | II Liga - gr.II                    | II Liga - gr.III                   | II Liga - gr.III                   | II Liga - gr.III                   | II Liga - gr.III                   | II Liga - gr.III                   | II Liga - gr.III                   | II Liga - gr.III                   | II Liga - gr.III                   | II Liga - gr.III                   | II Liga - gr.III                   | II Liga - gr.III                   | II Liga - gr.III                   | II Liga - gr.III                   | II Liga - gr.III                   | II Liga - gr.III                   | II Liga - gr.IV                    | II Liga - gr.IV                    | II Liga - gr.IV                    | II Liga - gr.IV                    | II Liga - gr.IV                    | II Liga - gr.IV                    | II Liga - gr.IV                    | II Liga - gr.IV                    | II Liga - gr.IV                    | II Liga - gr.IV                    | II Liga - gr.IV                    | II Liga - gr.IV                    | II Liga - gr.IV                    | II Liga - gr.IV                    | II Liga - gr.IV                    |
| Okręgowe  | III poziom ligowy                  | Klasa Wojewódzka - gr.I            | Klasa Wojewódzka - gr.I            | Klasa Wojewódzka - gr.I            | Klasa Wojewódzka - gr.I            | Klasa Wojewódzka - gr.I            | Klasa Wojewódzka - gr.I            | Klasa Wojewódzka - gr.I            | Klasa Wojewódzka - gr.I            | Klasa Wojewódzka - gr.I            | Klasa Wojewódzka - gr.I            | Klasa Wojewódzka - gr.I            | Klasa Wojewódzka - gr.I            | Klasa Wojewódzka - gr.I            | Klasa Wojewódzka - gr.I            | Klasa Wojewódzka - gr.I            | Klasa Wojewódzka - gr.I            | Klasa Wojewódzka - gr.I            | Klasa Wojewódzka - gr.I            | Klasa Wojewódzka - gr.I            | Klasa Wojewódzka - gr.I            | Klasa Wojewódzka - gr.I            | Klasa Wojewódzka - gr.I            | Klasa Wojewódzka - gr.I            | Klasa Wojewódzka - gr.I            | Klasa Wojewódzka - gr.I            | Klasa Wojewódzka - gr.I            | Klasa Wojewódzka - gr.I            | Klasa Wojewódzka - gr.I            | Klasa Wojewódzka - gr.I            | Klasa Wojewódzka - gr.I            | Klasa Wojewódzka - gr.II           | Klasa Wojewódzka - gr.II           | Klasa Wojewódzka - gr.II           | Klasa Wojewódzka - gr.II           | Klasa Wojewódzka - gr.II           | Klasa Wojewódzka - gr.II           | Klasa Wojewódzka - gr.II           | Klasa Wojewódzka - gr.II           | Klasa Wojewódzka - gr.II           | Klasa Wojewódzka - gr.II           | Klasa Wojewódzka - gr.II           | Klasa Wojewódzka - gr.II           | Klasa Wojewódzka - gr.II           | Klasa Wojewódzka - gr.II           | Klasa Wojewódzka - gr.II           | Klasa Wojewódzka - gr.II           | Klasa Wojewódzka - gr.II           | Klasa Wojewódzka - gr.II           | Klasa Wojewódzka - gr.II           | Klasa Wojewódzka - gr.II           | Klasa Wojewódzka - gr.II           | Klasa Wojewódzka - gr.II           | Klasa Wojewódzka - gr.II           | Klasa Wojewódzka - gr.II           | Klasa Wojewódzka - gr.II           | Klasa Wojewódzka - gr.II           | Klasa Wojewódzka - gr.II           | Klasa Wojewódzka - gr.II           | Klasa Wojewódzka - gr.II           | Klasa Wojewódzka - gr.II           |
| Okręgowe  | IV poziom ligowy                   | KP - gr.I                          | KP - gr.I                          | KP - gr.I                          | KP - gr.I                          | KP - gr.I                          | KP - gr.I                          | KP - gr.I                          | KP - gr.I                          | KP - gr.I                          | KP - gr.I                          | KP - gr.II                         | KP - gr.II                         | KP - gr.II                         | KP - gr.II                         | KP - gr.II                         | KP - gr.II                         | KP - gr.II                         | KP - gr.II                         | KP - gr.II                         | KP - gr.II                         | KP - gr.III                        | KP - gr.III                        | KP - gr.III                        | KP - gr.III                        | KP - gr.III                        | KP - gr.III                        | KP - gr.III                        | KP - gr.III                        | KP - gr.III                        | KP - gr.III                        | KP - gr.IV                         | KP - gr.IV                         | KP - gr.IV                         | KP - gr.IV                         | KP - gr.IV                         | KP - gr.IV                         | KP - gr.IV                         | KP - gr.IV                         | KP - gr.IV                         | KP - gr.IV                         | KP - gr.V                          | KP - gr.V                          | KP - gr.V                          | KP - gr.V                          | KP - gr.V                          | KP - gr.V                          | KP - gr.V                          | KP - gr.V                          | KP - gr.V                          | KP - gr.V                          | KP - gr.VI                         | KP - gr.VI                         | KP - gr.VI                         | KP - gr.VI                         | KP - gr.VI                         | KP - gr.VI                         | KP - gr.VI                         | KP - gr.VI                         | KP - gr.VI                         | KP - gr.VI                         |
| Okręgowe  | IV poziom ligowy                   | KP - gr.VII                        | KP - gr.VII                        | KP - gr.VII                        | KP - gr.VII                        | KP - gr.VII                        | KP - gr.VII                        | KP - gr.VII                        | KP - gr.VII                        | KP - gr.VII                        | KP - gr.VII                        | KP - gr.VIII                       | KP - gr.VIII                       | KP - gr.VIII                       | KP - gr.VIII                       | KP - gr.VIII                       | KP - gr.VIII                       | KP - gr.VIII                       | KP - gr.VIII                       | KP - gr.VIII                       | KP - gr.VIII                       | KP - gr.IX                         | KP - gr.IX                         | KP - gr.IX                         | KP - gr.IX                         | KP - gr.IX                         | KP - gr.IX                         | KP - gr.IX                         | KP - gr.IX                         | KP - gr.IX                         | KP - gr.IX                         | KP - gr.X                          | KP - gr.X                          | KP - gr.X                          | KP - gr.X                          | KP - gr.X                          | KP - gr.X                          | KP - gr.X                          | KP - gr.X                          | KP - gr.X                          | KP - gr.X                          | KP - gr.XI                         | KP - gr.XI                         | KP - gr.XI                         | KP - gr.XI                         | KP - gr.XI                         | KP - gr.XI                         | KP - gr.XI                         | KP - gr.XI                         | KP - gr.XI                         | KP - gr.XI                         | KP - gr.XII                        | KP - gr.XII                        | KP - gr.XII                        | KP - gr.XII                        | KP - gr.XII                        | KP - gr.XII                        | KP - gr.XII                        | KP - gr.XII                        | KP - gr.XII                        | KP - gr.XII                        |

## Klasa wojewódzka - III poziom rozgrywkowy
Grupa I
| Poz. | Drużyna              | M | Z | R | P | Bramki | Punkty | Opis            |
| ---- | -------------------- | - | - | - | - | ------ | ------ | --------------- |
| 1    | Budowlani Białystok  | 7 | 7 | 0 | 0 | 34-4   | 14     | (brak 1 meczu)  |
| 2    | Kolejarz Białystok   | 7 | 4 | 0 | 3 | 26-22  | 8      | (brak 1 meczu)  |
| ?    | Ogniwo Białystok     | 5 | 2 | 0 | 3 | 10-14  | 4      | (brak 3 meczów) |
| ?    | Unia Hajnówka        | 6 | 2 | 0 | 4 | 10-17  | 4      | (brak 2 meczów) |
| 5    | Kolejarz Starosielce | 5 | 0 | 0 | 5 | 2-25   | 0      | (brak 3 meczów) |

- Tabela szczątkowa, brak wyników kilku meczów.
- Przed sezonem fuzja Związkowca (klasa A) z Budowlanymi Białystok (klasa B), zespół występuje w klasie wojewódzkiej jako Budowlani Białystok.

Grupa II
| Poz. | Drużyna           | M | Z | R | P | Bramki | Punkty | Opis            |
| ---- | ----------------- | - | - | - | - | ------ | ------ | --------------- |
| 1    | Budowlani Suwałki | 5 | 4 | 0 | 1 | 21-8   | 8      | (brak 1 meczu)  |
| 2    | Kolejarz Ełk      | 4 | 3 | 1 | 0 | 17-7   | 7      | (brak 2 meczów) |
| ?    | Budowlani Grajewo | 3 | 0 | 1 | 2 | 5-14   | 1      | (brak 3 meczów) |
| ?    | WKS Wigry Suwałki | 4 | 0 | 0 | 4 | 5-19   | 0      | (brak 2 meczów) |

- Tabela szczątkowa, brak wyników kilku meczów.
- Zmiana nazwy Związkowiec na Budowlani Suwałki.

Mecz finałowy o I miejsce KW
- Budowlani Białystok : Budowlani Suwałki 4:1
- Budowlani Suwałki : Budowlani Białystok 1:3.

 Eliminacje do II Ligi 

1 Runda
| Poz. | Drużyna               | M  | Z    | R    | P    | Bramki | Punkty |
| ---- | --------------------- | -- | ---- | ---- | ---- | ------ | ------ |
| 1    | CWKS II Warszawa      | 10 | b.d. | b.d. | b.d. | 46-19  | 16     |
| 2    | Spójnia Tomaszów Maz. | 10 | b.d. | b.d. | b.d. | 36-12  | 14     |
| 3    | Budowlani II Łódź     | 10 | b.d. | b.d. | b.d. | 29-19  | 12     |
| 4    | Kolejarz Pruszków     | 10 | b.d. | b.d. | b.d. | 23-21  | 9      |
| 5    | Gwardia Olsztyn       | 10 | b.d. | b.d. | b.d. | 17-22  | 9      |
| 6    | Budowlani Białystok   | 10 | b.d. | b.d. | b.d. | 12-70  | 0      |

2 runda

Bezpośredni dwumecz ostatniej drużyny II ligi (z regionu) z zespołem Budowlanych.

30 marca 1952r. - Gwardia Białystok: Budowlani Białystok 4 : 0 (1500 widzów); 3 : 0(vo)

## Klasa powiatowa - IV poziom rozgrywkowy
Grupa I - powiat gołdapski
| Poz. | Drużyna            | M | Z | R | P | Bramki | Punkty |
| ---- | ------------------ | - | - | - | - | ------ | ------ |
| ?    | WKS Gwardia Gołdap |   |   |   |   |        |        |
| ?    | b.d.               |   |   |   |   |        |        |
| ?    | b.d.               |   |   |   |   |        |        |
| ?    | b.d.               |   |   |   |   |        |        |

Grupa II - powiat olecki
| Poz. | Drużyna          | M | Z | R | P | Bramki | Punkty |
| ---- | ---------------- | - | - | - | - | ------ | ------ |
| 1    | Spójnia Olecko   |   |   |   |   |        |        |
| ?    | Budowlani Olecko |   |   |   |   |        |        |
| ?    | b.d.             |   |   |   |   |        |        |
| ?    | b.d.             |   |   |   |   |        |        |

Grupa III - powiat suwalski
| Poz. | Drużyna         | M | Z | R | P | Bramki | Punkty |
| ---- | --------------- | - | - | - | - | ------ | ------ |
| ?    | Spójnia Suwałki |   |   |   |   |        |        |
| ?    | b.d.            |   |   |   |   |        |        |
| ?    | b.d.            |   |   |   |   |        |        |
| ?    | b.d.            |   |   |   |   |        |        |

Grupa IV - powiat augustowski
| Poz. | Drużyna          | M | Z | R | P | Bramki | Punkty |
| ---- | ---------------- | - | - | - | - | ------ | ------ |
| ?    | Spójnia Augustów |   |   |   |   |        |        |
| ?    | b.d.             |   |   |   |   |        |        |
| ?    | b.d.             |   |   |   |   |        |        |
| ?    | b.d.             |   |   |   |   |        |        |

Grupa V - powiat ełcki
| Poz. | Drużyna       | M | Z | R | P | Bramki | Punkty |
| ---- | ------------- | - | - | - | - | ------ | ------ |
| ?    | Spójnia Ełk   |   |   |   |   |        |        |
| ?    | WKS Mazur Ełk |   |   |   |   |        |        |
| ?    | b.d.          |   |   |   |   |        |        |
| ?    | b.d.          |   |   |   |   |        |        |

Grupa VI - powiat kolneński
| Poz. | Drużyna      | M | Z | R | P | Bramki | Punkty |
| ---- | ------------ | - | - | - | - | ------ | ------ |
| ?    | Ogniwo Kolno |   |   |   |   |        |        |
| ?    | b.d.         |   |   |   |   |        |        |
| ?    | b.d.         |   |   |   |   |        |        |
| ?    | b.d.         |   |   |   |   |        |        |

Grupa VII - powiat grajewski
| Poz. | Drużyna              | M | Z | R | P | Bramki | Punkty |
| ---- | -------------------- | - | - | - | - | ------ | ------ |
| ?    | Budowlani II Grajewo |   |   |   |   |        |        |
| ?    | LZS Szczuczyn        |   |   |   |   |        |        |
| ?    | b.d.                 |   |   |   |   |        |        |
| ?    | b.d.                 |   |   |   |   |        |        |

Grupa VIII - powiat sokólski
| Poz. | Drużyna           | M | Z | R | P | Bramki | Punkty |
| ---- | ----------------- | - | - | - | - | ------ | ------ |
| ?    | Budowlani Sokółka |   |   |   |   |        |        |
| ?    | b.d.              |   |   |   |   |        |        |
| ?    | b.d.              |   |   |   |   |        |        |
| ?    | b.d.              |   |   |   |   |        |        |

Grupa IX - powiat bielski
| Poz. | Drużyna                   | M | Z | R | P | Bramki | Punkty |
| ---- | ------------------------- | - | - | - | - | ------ | ------ |
| ?    | Budowlani Bielsk Podlaski |   |   |   |   |        |        |
| ?    | Kolejarz Hajnówka         |   |   |   |   |        |        |
| ?    | b.d.                      |   |   |   |   |        |        |
| ?    | b.d.                      |   |   |   |   |        |        |

Grupa X - powiat wysokomazowiecki
| Poz. | Drużyna       | M | Z | R | P | Bramki | Punkty |
| ---- | ------------- | - | - | - | - | ------ | ------ |
| 1    | Kolejarz Łapy |   |   |   |   |        |        |
| ?    | b.d.          |   |   |   |   |        |        |
| ?    | b.d.          |   |   |   |   |        |        |
| ?    | b.d.          |   |   |   |   |        |        |

Grupa XI - powiat białostocki
| Poz. | Drużyna            | M | Z | R | P | Bramki | Punkty |
| ---- | ------------------ | - | - | - | - | ------ | ------ |
| 1    | LZS Czarna Wieś    |   |   |   |   |        |        |
| ?    | Spójnia Supraśl    |   |   |   |   |        |        |
| ?    | Włókniarz Wasilków |   |   |   |   |        |        |
| ?    | b.d.               |   |   |   |   |        |        |

- Zmiana nazwy SKS na Ogniwo, później na Spójnia Supraśl.

Grupa XII - tzw. miejska białostocka
| Poz. | Drużyna              | M | Z | R | P | Bramki | Punkty |
| ---- | -------------------- | - | - | - | - | ------ | ------ |
| 1    | Gwardia II Białystok |   |   |   |   |        |        |
| ?    | Włókniarz Białystok  |   |   |   |   |        |        |
| ?    | Spójnia Białystok    |   |   |   |   |        |        |
| ?    | b.d.                 |   |   |   |   |        |        |

## Baraże o wejście do klasy wojewódzkiej
W rozgrywkach prowadzonych jesienią 1951 brały udział zwycięzcy klas powiatowych i miejskiej białostockiej.

Grupa I
| Poz. | Drużyna                   | M | Z | R | P | Bramki | Punkty |
| ---- | ------------------------- | - | - | - | - | ------ | ------ |
| ?    | Budowlani Bielsk Podlaski | 3 |   |   |   | 6-18   | 6      |
| ?    | Gwardia II Białystok      | 3 |   |   |   | 9-3    | 6      |
| ?    | Kolejarz Łapy             | 3 |   |   |   | 9-4    | 4      |
| ?    | Budowlani II Grajewo      | 3 |   |   |   | 3-4    | 2      |
| ?    | LZS Czarna Wieś           | 3 |   |   |   | 4-19   | 0      |
| ?    | Budowlani Sokółka         | 3 |   |   |   | 1-12   | 0      |

- Tabela po 3 kolejkach (Gazeta Białostocka nr.18 z dn.21.09.1951r.)

Grupa II
| Poz. | Drużyna            | M  | Z | R | P | Bramki | Punkty |
| ---- | ------------------ | -- | - | - | - | ------ | ------ |
| 1    | Spójnia Suwałki    | 10 |   |   |   | 32-10  | 16     |
| ?    | Kolejarz Łomża     | 9  |   |   |   | 30-14  | 12     |
| ?    | Spójnia Augustów   | 8  |   |   |   | 32-18  | 10     |
| ?    | Spójnia Olecko     | 9  |   |   |   | 21-19  | 11     |
| ?    | Spójnia Ełk        | 9  |   |   |   | 9-25   | 5      |
| ?    | WKS Gwardia Gołdap | 9  |   |   |   | 0-28   | 0      |

- Brak informacji dotyczących braku awansu Kolejarza Łomża.

Awans do klasy wojewódzkiej: Gwardia II Białystok, Spójnia Suwałki, Budowlani Bielsk Podlaski, Spójnia Olecko, Budowlani Sokółka, Spójnia Ełk, Kolejarz Łapy, Spójnia Augustów.

Kluby dokooptowane do rozszerzonej klasy wojewódzkiej: LZS Szczuczyn, Kolejarz Hajnówka, WKS Mazur Ełk, WKS Gwardia Gołdap, Włókniarz Wasilków, Budowlani Olecko, Spójnia Białystok, Włókniarz Białystok.

## Puchar Polski
Nie rozgrywano rozgrywek Pucharu Polski, toczyły się za to rozgrywki w ramach Pucharu WKKFiT.